# Clayton (Delaware)
|  | Dieser Artikel wurde aufgrund von inhaltlichen Mängeln auf der Qualitätssicherungsseite des Projektes USA eingetragen. Hilf mit, die Qualität dieses Artikels auf ein akzeptables Niveau zu bringen, und beteilige dich an der Diskussion! Eine nähere Beschreibung der zu behebenden Mängel fehlt. |

Clayton ist eine kleine Stadt im Kent County im US-Bundesstaat Delaware, Vereinigte Staaten. Benannt ist sie nach John Middleton Clayton, einem US-Außenminister des 19. Jahrhunderts.
Clayton hat 3.961 Einwohner (Volkszählung: 2020). Das Stadtgebiet hat eine Größe von 2,6 km². Die Gemeinde liegt etwa 70 km südlich der Hauptstadt Delawares, Dover, und etwa 20 km westlich des Flusses Delaware.